# シネトラクト
『シネトラクト』（仏：Les Cinétracts, 「映画ビラ」の意）は、1968年5月 - 同年6月の「五月革命」の時期に、クリス・マルケル、ジャン＝リュック・ゴダール、アラン・レネら著名な映画人が匿名で監督・製作した2分30秒程度、全41篇の短篇映画群である。

## 概要
1967年夏に完成をみたオムニバス映画『ベトナムから遠く離れて』が同年8月にすぐ、西ドイツで公開になり、同作に監督として参加したドキュメンタリー映画作家のクリス・マルケルとジャン＝リュック・ゴダールは、ドキュメンタリー作家のブリュノ・ミュエルらともに「メドヴドキン集団」（Les groupes Medvedkine、1967年 - 1973年）を組織、ドゥー県ブザンソンの企業「ロディアセタ社」の大争議に赴き、労働者の声と姿を多数のドキュメンタリー映画に記録した。
翌1968年2月、パリのシネマテーク・フランセーズ館長で、同館の設立に貢献したはずのアンリ・ラングロワが更迭され、多くの映画人がそれに抗議して「シネマテーク擁護委員会」を結成、マルケル、ゴダールもこれに参加、同委員会は同年4月には、闘争に勝利する。同年5月19日には、第21回カンヌ国際映画祭の上映と審査の中止を求める映画人の集団にゴダールは参加、同映画祭を粉砕した。2日後の5月21日、パリでゼネストが起き、「五月革命」に突入する。
この流れのなかで、マルケル、ゴダール、レネらが16ミリフィルムのカメラを用い、音声トラックなし、白黒フィルムによるサイレント短篇映画をつくり、ビラを撒くように上映を行った。100フィートにおよぶその映画群が『シネトラクト』である。監督等のクレジットはいっさいされていない。
ゴダールの作品は、イギリス・ロンドンの英国映画協会（BFI）で閲覧可能で、『シネトラクト001』、『シネトラクト004』、『シネトラクト007』、『シネトラクト009』、『シネトラクト016』、『シネトラクト018』、『シネトラクト019』、『シネトラクト023』がゴダール作品である。『シネトラクト023』（3分30秒）は、イーストマンの16ミリネガフィルムのパッケージに、「film tract 23」とマーカーで殴り書きされたショットから始まる。

## 関連事項
- ジャン＝リュック・ゴダール監督作品一覧
- ベトナムから遠く離れて#マルケルとゴダール
- ジガ・ヴェルトフ集団